# Danh sách phim Tây Ban Nha trước năm 1930
Danh sách này không đầy đủ, bạn cũng có thể giúp mở rộng danh sách.
Danh sách những bộ phim được sản xuất sớm nhất của nền điện ảnh Tây Ban Nha, được sắp xếp theo năm phát hành từ 1897 đến 1929. Để biết danh sách các bài viết về phim Tây Ban Nha theo thứ tự bảng chữ cái, xem Thể loại:Phim Tây Ban Nha.

## 1897-1929
| 1897                                                      |                       |                                                                                      |                |                                             |  |
| Riña en un café                                           | Fructuós Gelabert     |                                                                                      |                |                                             |  |
| Salida de misa de doce del Pilar de Zaragoza              | Eduardo Jimeno        |                                                                                      | Tài liệu, ngắn | Phim tiếng Tây Ban Nha đầu tiên             |  |
| 1902                                                      |                       |                                                                                      |                |                                             |  |
| Choque de trenes                                          | Segundo de Chomón     |                                                                                      | Tài liệu       | Phim đầu tay của Segundo de Chomón          |  |
| 1903                                                      |                       |                                                                                      |                |                                             |  |
| Los héroes del sitio de Zaragoza                          | Segundo de Chomón     |                                                                                      | Lịch sử        |                                             |  |
| Gulliver en el país de los Gigantes                       | Segundo de Chomón     |                                                                                      | Kỳ ảo          |                                             |  |
| 1904                                                      |                       |                                                                                      |                |                                             |  |
| El heredero de Casa Pruna                                 | Segundo de Chomón     |                                                                                      | Hài kịch       |                                             |  |
| 1905                                                      |                       |                                                                                      |                |                                             |  |
| Los Guapos del parque                                     | Segundo de Chomón     |                                                                                      | Hài kịch       |                                             |  |
| Los Sitios de Chile                                       | Segundo de Chomón     | Joaquín Carrasco                                                                     | Lịch sử        | Về nền độc lập của Chile                    |  |
| 1906                                                      |                       |                                                                                      |                |                                             |  |
| Boda de Alfonso XIII                                      | Segundo de Chomón     |                                                                                      | Tài liệu       | Về đám cưới của vua Alfonso XIII            |  |
| 1907                                                      |                       |                                                                                      |                |                                             |  |
| Satán se divierte                                         | Segundo de Chomón     | Segundo de Chomón                                                                    | Kỳ ảo          |                                             |  |
| Sombras animadas                                          | Segundo de Chomón     |                                                                                      | Kỳ ảo          |                                             |  |
| 1908                                                      |                       |                                                                                      |                |                                             |  |
| El Hotel eléctrico                                        | Segundo de Chomón     |                                                                                      | Kỳ ảo          |                                             |  |
| 1912                                                      |                       |                                                                                      |                |                                             |  |
| La Casa de los duendes                                    | Segundo de Chomón     |                                                                                      | Kỳ ảo          |                                             |  |
| 1916                                                      |                       |                                                                                      |                |                                             |  |
| La vida de Cristóbal Colón y su descubrimiento de América | Emile Bourgeois       |                                                                                      |                |                                             |  |
| 1921                                                      |                       |                                                                                      |                |                                             |  |
| La verbena de la paloma                                   | José Buschs           |                                                                                      |                | Zarzuela câm                                |  |
| 1922                                                      |                       |                                                                                      |                |                                             |  |
| Don Juan Tenorio (1922 film)                              | Ricardo de Baños      |                                                                                      |                |                                             |  |
| 1924                                                      |                       |                                                                                      |                |                                             |  |
| La revoltosa                                              | Florián Rey           |                                                                                      |                | Zarzuela câm                                |  |
| 1925                                                      |                       |                                                                                      |                |                                             |  |
| La casa de Troya                                          | Alejandro Pérez Lugín |                                                                                      |                |                                             |  |
| Currito de la Cruz                                        | Alejandro Pérez Lugín |                                                                                      |                |                                             |  |
| Gigantes y cabezudos                                      | Florián Rey           |                                                                                      |                | Zarzuela câm                                |  |
| 1926                                                      |                       |                                                                                      |                |                                             |  |
| Sahara Love                                               | Sinclair Hill         | Marie Colette, Jean Dehelly                                                          | Chính kịch     | Hợp tác sản xuất với Vương quốc Anh         |  |
| Valencian Rose                                            | Mario Roncoroni       | Carmen Viance                                                                        | Chính kịch     |                                             |  |
| 1927                                                      |                       |                                                                                      |                |                                             |  |
| Lo más sublime                                            | Josep Enric Ponsa     | Antonio B. de Vila, Mercedes Doménech, Rosita Ponsa, Lina Vivarelli, Antonio Granell | Chính kịch     |                                             |  |
| El negro que tenía el alma blanca                         | Benito Perojo         |                                                                                      |                |                                             |  |
| Zalacaín el aventurero                                    | Francisco Camacho     |                                                                                      |                |                                             |  |
| Una aventura de cine                                      | Juan de Orduña        |                                                                                      |                |                                             |  |
| The Mendez Women                                          | Fernando Delgado      | Carmen Viance                                                                        | Chính kịch     |                                             |  |
| Al Hollywood madrileño                                    | Nemesio M. Sobrevila  |                                                                                      |                | Phim thử nghiệm                             |  |
| 1928                                                      |                       |                                                                                      |                |                                             |  |
| Los chavales de la virgen                                 | Florián Rey           |                                                                                      |                |                                             |  |
| ¡Viva Madrid, que es mi pueblo!                           | Fernando Delgado      |                                                                                      |                |                                             |  |
| 1929                                                      |                       |                                                                                      |                |                                             |  |
| Cuarenta y ocho pesetas de taxi                           | Fernando Delgado      |                                                                                      |                |                                             |  |
| El gordo de navidad                                       | Fernando Delgado      |                                                                                      |                |                                             |  |
| El sexto sentido (film)                                   | Nemesio M. Sobrevila  |                                                                                      |                | Phim thử nghiệm                             |  |
| El misterio de la Puerta del Sol                          | Francisco Elías       |                                                                                      |                | Bộ phim có tiếng nói đầu tiên ở Tây Ban Nha |  |